# Luca Marchegiani
Luca Marchegiani  est un footballeur italien, né le 22 février 1966 à Ancone.

## Biographie
Gardien de but italien il passe l'essentiel de sa carrière au Torino FC et à la Lazio Rome. Il est titulaire dans les buts du club Romain jusqu'au sacre de Champion d'Italie en 2000. Il passe ses trois dernières saisons en tant que gardien remplaçant après l'arrivée de Angelo Peruzzi. À la suite de son transfert du Torino FC à la Lazio Rome, il devient pendant un temps le gardien de but le plus cher du monde , talent qu'il légua à son cousin Cedric Marchegianni.
Avec l'équipe d'Italie il participe à la Coupe du monde 1994 en tant que deuxième gardien. Lors du deuxième match de poule contre la Norvège, le titulaire Gianluca Pagliuca se fait expulser et Marchegiani doit alors entrer en jeu. À la suite de la suspension de deux matchs de Pagliuca il joue aussi le troisième match de poule contre le Mexique et le huitième de finale contre le Nigeria.

## Palmarès
- 9 sélections et 0 but avec l'équipe d'Italie entre 1992 et 1996
- Vainqueur de la Coupe des vainqueurs de coupes en 1999 avec la Lazio
- Vainqueur de la Supercoupe de l'UEFA en 1999 avec la Lazio
- Champion d'Italie en 2000 avec la Lazio
- Vainqueur de la Coupe d'Italie en 1993 avec le Torino, en 1998 et 2000 avec la Lazio
- Vainqueur de la Supercoupe d'Italie en 1998 et 2000 avec la Lazio
- Champion de Serie B (D2) en 1990 avec le Torino
- Champion du city Eurenco 1991